# Basilique Nostra Signora dell'Assunta
La basilique Nostra Signora dell'Assunta est une basilique religieuse située piazza Francesco Baracca, dans le quartier Sestri Ponente de la ville italienne de Gênes.

## Historique
Le début de la construction remonte au 4 octobre 1610 et  elle fut complétée en 1618 et consacrée deux ans après en 1620. La structure du campanile fut rajoutée en 1624.
En 1951, Pie XII la déclare basilique mineure.

## Description
L'entrée principale du bâtiment, orientée vers le nord donne sur la place au nom de l'aviateur de la Première Guerre mondiale Francesco Baracca. Le façade, réalisée en 1932, est l'œuvre de l'architecte Piero de Barbieri et du sculpteur Luigi Venzano. Les deux côtés de la façade sont dominés par deux statues en béton dédiées à saint Jean-Baptiste et saint Jean apôtre. Dans la partie centrale se trouve un haut-relief de 6 × 5 m, dédié à la Sainte Vierge, réalisé dans un mélange de bronze et de ciment.
La structure intérieure est composée d'une seule nef d'une largeur de 18 m et une longueur de 38 m. Les fresques, les stucs et les marbres qui décorent les intérieurs sont des œuvres des Génois Giulio Benso, Domenico Piola, Nicolò Barabino et Gian Stefano Rossi.
L'intérieur de l'église a été restauré de 2003 à 2006.